# Sivinsaari (ö i Södra Savolax, S:t Michel)
Sivinsaari är en ö i Finland. Den ligger i sjön Pihlajavesi och i kommunen Puumala i den ekonomiska regionen  S:t Michel och landskapet Södra Savolax, i den södra delen av landet, 250 km nordost om huvudstaden Helsingfors. Öns area är 1,61 kvadratkilometer och dess största längd är 2,5 kilometer i sydöst-nordvästlig riktning.